# 西武柳沢駅
西武柳沢駅（せいぶやぎさわえき）は、東京都西東京市保谷町3丁目にある、西武鉄道新宿線の駅である。駅番号はSS16。
開業当時、長野電鉄河東線に柳沢駅（やなぎさわ）があったため、駅名に「西武」を冠している。後述のとおり、西武柳沢駅を発着するバス路線の行先表示では「柳沢駅」と表記される（#バス路線を参照）。

## 歴史
- 1927年（昭和2年）4月16日 - 開業。
- 1960年代末 - 島式ホーム1面2線を相対式ホーム2面2線に変更[2]。
- 1970年（昭和45年）- 橋上駅舎、跨線橋の使用を開始[2]。
- 1992年（平成4年）11月11日 - 自動改札機を使用開始。
- 1994年（平成6年）4月28日 - 1番ホーム北口車椅子専用通路を使用開始。
- 2004年（平成16年）7月頃 - 駅舎バリアフリー化工事に着手。
- 2005年（平成17年）2月 - 駅舎バリアフリー化工事完了。エスカレーターとエレベーターを設置、トイレを移設し多機能トイレを新装。改札口有人通路のオープンカウンター化に伴い、1番ホーム北口車椅子専用通路を廃止。
- 2010年（平成22年）8月5日 - ファミリーマートと共同出店の西武鉄道駅売店「TOMONY」が開業。
- 2012年（平成24年）6月30日 - ダイヤ改正による見直しで昼間時間帯の準急が急行へ格上げされた事に伴い、優等列車はデータイム通過駅となる。

## 駅構造
相対式ホーム2面2線を有する地上駅で、橋上駅舎を持つ。各ホームおよび南口・北口地上部と改札階を連絡するエレベーター、エスカレーターが設置されている。トイレは改札内コンコースに立地し、多機能トイレを併設する。

### のりば
| ホーム | 路線   | 方向 | 行先                   |
| ------ | ------ | ---- | ---------------------- |
| 1      | 新宿線 | 上り | 高田馬場・西武新宿方面 |
| 2      | 新宿線 | 下り | 所沢・本川越・拝島方面 |

## 利用状況
2024年（令和6年）度の1日平均乗降人員は15,973人であり、西武鉄道全92駅中58位。
近年の1日平均乗降・乗車人員の推移は下表の通りである。
| 年度               | 1日平均 乗降人員 | 1日平均 乗車人員 | 出典     |
| ------------------ | ---------------- | ---------------- | -------- |
| 1990年（平成02年） |                  | 9,890            | [ * 1 ]  |
| 1991年（平成03年） |                  | 10,273           | [ * 2 ]  |
| 1992年（平成04年） |                  | 10,252           | [ * 3 ]  |
| 1993年（平成05年） |                  | 10,304           | [ * 4 ]  |
| 1994年（平成06年） |                  | 10,230           | [ * 5 ]  |
| 1995年（平成07年） |                  | 10,041           | [ * 6 ]  |
| 1996年（平成08年） |                  | 9,858            | [ * 7 ]  |
| 1997年（平成09年） | 19,322           | 9,808            | [ * 8 ]  |
| 1998年（平成10年） | 19,025           | 9,567            | [ * 9 ]  |
| 1999年（平成11年） | 18,423           | 9,240            | [ * 10 ] |
| 2000年（平成12年） | 18,581           | 9,304            | [ * 11 ] |
| 2001年（平成13年） | 18,705           | 9,348            | [ * 12 ] |
| 2002年（平成14年） | 18,237           | 9,099            | [ * 13 ] |
| 2003年（平成15年） | 17,888           | 8,872            | [ * 14 ] |
| 2004年（平成16年） | 17,385           | 8,595            | [ * 15 ] |
| 2005年（平成17年） | 17,282           | 8,567            | [ * 16 ] |
| 2006年（平成18年） | 17,284           | 8,559            | [ * 17 ] |
| 2007年（平成19年） | 17,397           | 8,689            | [ * 18 ] |
| 2008年（平成20年） | 17,455           | 8,756            | [ * 19 ] |
| 2009年（平成21年） | 17,397           | 8,723            | [ * 20 ] |
| 2010年（平成22年） | 16,555           | 8,392            | [ * 21 ] |
| 2011年（平成23年） | 16,164           | 8,150            | [ * 22 ] |
| 2012年（平成24年） | 16,161           | 8,189            | [ * 23 ] |
| 2013年（平成25年） | 16,374           | 8,326            | [ * 24 ] |
| 2014年（平成26年） | 16,181           | 8,216            | [ * 25 ] |
| 2015年（平成27年） | 16,383           | 8,328            | [ * 26 ] |
| 2016年（平成28年） | 16,415           | 8,332            | [ * 27 ] |
| 2017年（平成29年） | 16,543           | 8,392            | [ * 28 ] |
| 2018年（平成30年） | 16,727           | 8,460            | [ * 29 ] |
| 2019年（令和元年） | 16,616           | 8,399            | [ * 30 ] |
| 2020年（令和02年） | 12,424           |                  |          |
| 2021年（令和03年） | 13,381           |                  |          |
| 2022年（令和04年） | 14,614           |                  |          |
| 2023年（令和05年） | 15,433           |                  |          |
| 2024年（令和06年） | 15,973           |                  |          |

## 駅周辺
道路・河川
- 富士街道（東京都道8号千代田練馬田無線） - 主要地方道であるが駅周辺は狭隘な一方通行路で、商店街となっている。
- 青梅街道（東京都道4号東京所沢線・東京都道5号新宿青梅線）
- 新青梅街道（東京都道245号杉並田無線）
- 石神井川

施設・寺社
- 田無警察署柳沢駅前交番
- 柳沢駅前郵便局
- 西東京市立柳沢図書館・柳沢公民館
- 西東京市富士町福祉会館
- 東伏見公園（当駅の方が東伏見駅より近い）
- オーケー 東伏見店（2024年3月13日オープン、当駅の方が東伏見駅より近い）
- いなげや西東京富士町店
- 東伏見稲荷神社（伏見稲荷大社分祀）

## バス路線
当駅周辺には以下の路線が乗り入れており、関東バス、西武バスにより運行されている。
駅南口バスロータリーに柳沢駅停留所が設けられている。なお、2015年までは都営バス（梅70系統）も乗り入れており、こちらの停留所名は柳沢駅前であった。
1番のりば
- 吉53：武蔵野住宅経由 吉祥寺駅行き（関東） ※ 深夜バスあり
- 入庫：武蔵野住宅経由 武蔵野営業所行き（関東） ※ 深夜バスあり

2番のりば
- 鷹13：武蔵野住宅経由 三鷹駅行き（関東）

3番のりば
- 吉55：武蔵野市役所経由 吉祥寺駅行き（関東）
- 高速バス：横浜・八景島シーパラダイス行き（関東）

柳沢駅通り
駅東側を走る道路上に設置されている。
- 吉63：保谷庁舎経由 保谷駅南口行き（西武）
- 吉63：吉祥寺通り入口経由 吉祥寺駅行き（西武）

柳沢
駅南側の青梅街道沿いに設置されている。
吉祥寺駅・三鷹駅方面行き
- 吉64：北裏・吉祥寺通り入口経由　吉祥寺駅行き（西武）【前乗り・先払い】
- 鷹22：関前三丁目経由　三鷹駅行き（西武）【後乗り・後払い】
- 鷹03/鷹04※：北裏・武蔵野市役所前経由　三鷹駅行き（関東）※鷹04は不定期運行。

田無駅・花小金井駅・ひばりヶ丘駅方面行き
- 吉64：田無駅入口経由　花小金井駅行き（西武）【前乗り・先払い】
- 鷹22：ひばりヶ丘団地経由　ひばりヶ丘駅行き（西武）【後乗り・後払い】
- 鷹03：田無駅入口経由　田無橋場行き（関東）
- 鷹04※：田無駅入口・田無橋場経由　多摩六都科学館行き（関東）※不定期運行

## 隣の駅
西武鉄道
 新宿線
■拝島ライナー・■快速急行・■通勤急行・■急行
通過
■準急・■各駅停車
東伏見駅 (SS15) - 西武柳沢駅 (SS16) - 田無駅 (SS17)